# Ribera Baja del Ebro
La Ribera Baja del Ebro (in aragonese: Ribera Baxa de l'Ebro) è una delle 33 comarche dell'Aragona, con una popolazione di 9 418 abitanti; suo capoluogo è Quinto.
Amministrativamente fa parte della provincia di Saragozza, che comprende 17 comarche.